# Ernst von der Recke (Verwaltungsbeamter)
Ernst Karl Eberhard Freiherr von der Reck, auch von der Recke, (* 31. März 1858 in Bielefeld; † 3. März 1939 in Kassel) war ein deutscher Verwaltungsbeamter.

## Herkunft
Seine Eltern waren der preußische Hauptmann Ernst von der Recke (* 2. Mai 1826; † 28. April 1865) und dessen Ehefrau Anna von Münchhausen (* 8. Mai 1829; † 11. September 1879).

## Leben
Ernst von der Recke besuchte das Evangelisch Stiftische Gymnasium Gütersloh, wo er 1878 auch die Reifeprüfung ablegte. Er studierte Rechtswissenschaften an der Universität Straßburg. 1880 wurde er Mitglied des Corps Rhenania Straßburg. Nach dem Studium trat er in den preußischen Staatsdienst ein. Von 1888 bis 1889 absolvierte er das Regierungsreferendariat bei der Regierung in Oppeln. Von 1896 bis 1917 war er Landrat des Kreises Eckernförde. Anschließend lebte er als Landrat a. D. in Harleshausen bei Kassel.
Er heiratete am 6. Oktober 1891 Adelaide von Baudissin, die Tochter des Regierungspräsidenten Traugott von Baudissin.